# Функция множеств
Функция множеств — функция {\displaystyle f\colon {\mathcal {S}}\to E}, определённая на некоторой системе множеств {\displaystyle {\mathcal {S}}} с областью значений в некотором множестве {\displaystyle E}. Например, функция {\displaystyle \#\colon 2^{\Omega }\to \mathbb {N} }, сопоставляющая каждому подмножеству множества {\displaystyle \Omega } его кардинальное число — функция множеств.
В функциональном анализе обычно изучаются функции множеств, принимающие значения на числовой оси {\displaystyle \mathbb {R} }, либо в произвольном метрическом пространстве. Мера (как функция, ставящая в соответствие множеству вещественную величину) является функцией множеств; в связи с определением меры особый интерес представляют счётно-аддитивные функции множеств ({\displaystyle \sigma }-аддитивной мерой является неотрицательная счётно-аддитивная функция множеств, определённая на {\displaystyle \sigma }-алгебре и обращающаяся в нуль на пустом множестве).